# Kyun...! Ho Gaya Na
Kyun...! Ho Gaya Na (tytuły – angielski: Look What's Happened Now, "Kyun! Ho Gaya Na", niemiecki: "Kyun! Ho Gaya Na... und unsere Träume werden wahr"), to bollywoodzki komediodramat miłosny wyreżyserowany w 2004 roku przez debiutanta Samir Karnika. W rolach głównych Aishwarya Rai, Vivek Oberoi i Amitabh Bachchan.

## Fabuła
Arjun Khanna (Vivek Oberoi) żyje lekko i radośnie ścigając się wbrew zakazom matki w wyścigach samochodowych, grając w kręgle i spotykając się z kumplami, którym często powtarza, że "miłość i przegrana to 2 słowa, których nie ma w moim słowniku" ("Pyaar aur haar Arjun ke dictionary main nahin hai"). Kochany przez ojca (Om Puri), z którym odgrywają przed matką role dwóch psotnych chłopców i uwielbiany przez wszystko mu wybaczającą matkę, Arjun roztacza wokół siebie czar. Zaraża wszystkich swoim uśmiechem. Ufając w pełni rodzicom wierzy w moc aranżowanego małżeństwa. Wierzy, że rodzice w odpowiednim czasie znajdą mu odpowiednią żonę i to zapewni mu szczęście rodzinne, tak jak zapewniło jego dziadkom i rodzicom. Arjun nie szuka szczęścia w miłości, broni się wręcz przed nią, o czym wyśpiewuje z pasją swoim kumplom w knajpie: "żadnych obietnic życia i umierania razem".
Diya Malhotra (Aishwarya Rai) przeciwnie – marzy o wielkiej miłości, zdecydowanie odrzuca podsuwane przez ojca zdjęcie mężczyzny, z którym jej rodzina chciałaby zaaranżować małżeństwo.
Los styka ich ze sobą w pociągu w drodze do rodzinnego miasta Arjuna Mumbaju. Diya ma przez pewien czas pomieszkać w domu przyjaciela ojca (Tinu Anand), który okazuje się domem Arjuna. Przygotowuje się tam do egzaminu na pracownika socjalnego. Arjun przeszkadzając jej w nauce bawi ją swoimi żartami. Z czasem Diyę urzeka jego pogodna beztroska, bezpośredniość i przekora. Odkrywa, że pokochała Arjuna. Ta miłość została po cichu... zaplanowana przez jej ojca i rodziców Arjuna. Liczyli oni, że spotkanie, przebywanie razem obudzi w młodych miłość i w ten sposób dojdzie do odrzucanego przez Diyę aranżowanego małżeństwa. I rzeczywiście, Diya kocha Arjuna, ale on odkrywszy, że jest przez nią kochany, nie wie, jak się zachować. Zakochany nie przyznaje się do miłości nawet przed sobą. Woli pozostać w znanym sobie świecie zabawy, żartu i ukrywania uczuć. Gdy jeden z jego żartów, rani ją boleśnie, Diya wyjeżdża bez pożegnania. Czy Arjun zdąży zrozumieć swoje serce i odważy się ujawnić przed Diyą, co czuje, zanim w jej życiu pojawi się inny mężczyzna?

## Obsada
- Amitabh Bachchan – Raj Chauhan (wuj)
- Aishwarya Rai – Diya Malhotra
- Vivek Oberoi – Arjun Khanna
- Rati Agnihotri – Meenakshi, Arjuna matka
- Tinu Anand – pan Malhotra, ojciec Diyi
- Om Puri – pan Khanna, ojciec Arjuna
- Diya Mirza – Preeti (gościnnie)
- Sunil Shetty – Ishaan (gościnnie)
- Gaurav Gera – Vinay
- Raahul Singh – przyjaciel Arjuna

## Muzyka i piosenki
Muzykę do filmu skomponowało trio Shankar-Ehsaan-Loy, twórcy muzyki do takich filmów jak: Misja w Kaszmirze 2000, Armaan, Dil Chahta Hai, Gdyby jutra nie było, Lakshya, Phir Milenge, Bunty i Babli, Nigdy nie mów żegnaj, Don, Salaam-e-Ishq: A Tribute To Love, Heyy Babyy i Jhoom Barabar Jhoom (2007).
- Pyar Mein Sau Uljhanne Hai (Miłość to setki kłopotów)
- No no!
- Aao Na (Przyjdź)
- Bas Main Hoon (To cały ja)
- Baat Samjha Karo (Spróbuj zrozumieć)
- Dheere Dheere (Powoli)

## Nagrody i nominacje
- Nagroda Zee Cine za Najlepszą Choreografię do piosenki "Pyaar Mein Sau Uljhane" -Raju Sundaram
- nominacje do Nagrody Filmfare i do Nagrody Zee Cine za najlepszy playback kobiecy -Sadhana Sargam za "Aao Naa.. Kyon!".
- nominacja do Nagrody Zee Cine za Najlepszy Debiut – reżyser – Samir Karnik